# Rhinobatos jimbaranensis
Rhinobatos jimbaranensis is een vissensoort uit de familie van de vioolroggen (Rhinobatidae). De wetenschappelijke naam van de soort is voor het eerst geldig gepubliceerd in 2006 door Last, White & Fahmi.